# Cemitério de São Francisco de Paula (Catumbi)
O Cemitério da Ordem Terceira dos Mínimos de São Francisco de Paula, mais conhecido como Cemitério do Catumbi, é uma das principais e mais tradicionais necrópoles da cidade do Rio de Janeiro. Situado entre as ruas Itapiru e Catumbi, foi inaugurado em meados do século XIX, quando o bairro do Catumbi era um arrabalde luxuoso da então corte imperial. Foi o primeiro campo santo brasileiro destinado a enterros de não-indigentes ou escravos. O cemitério pertence e é administrado pela Venerável Ordem Terceira dos Mínimos de São Francisco de Paula desde a sua criação, e atualmente possui também um crematório.

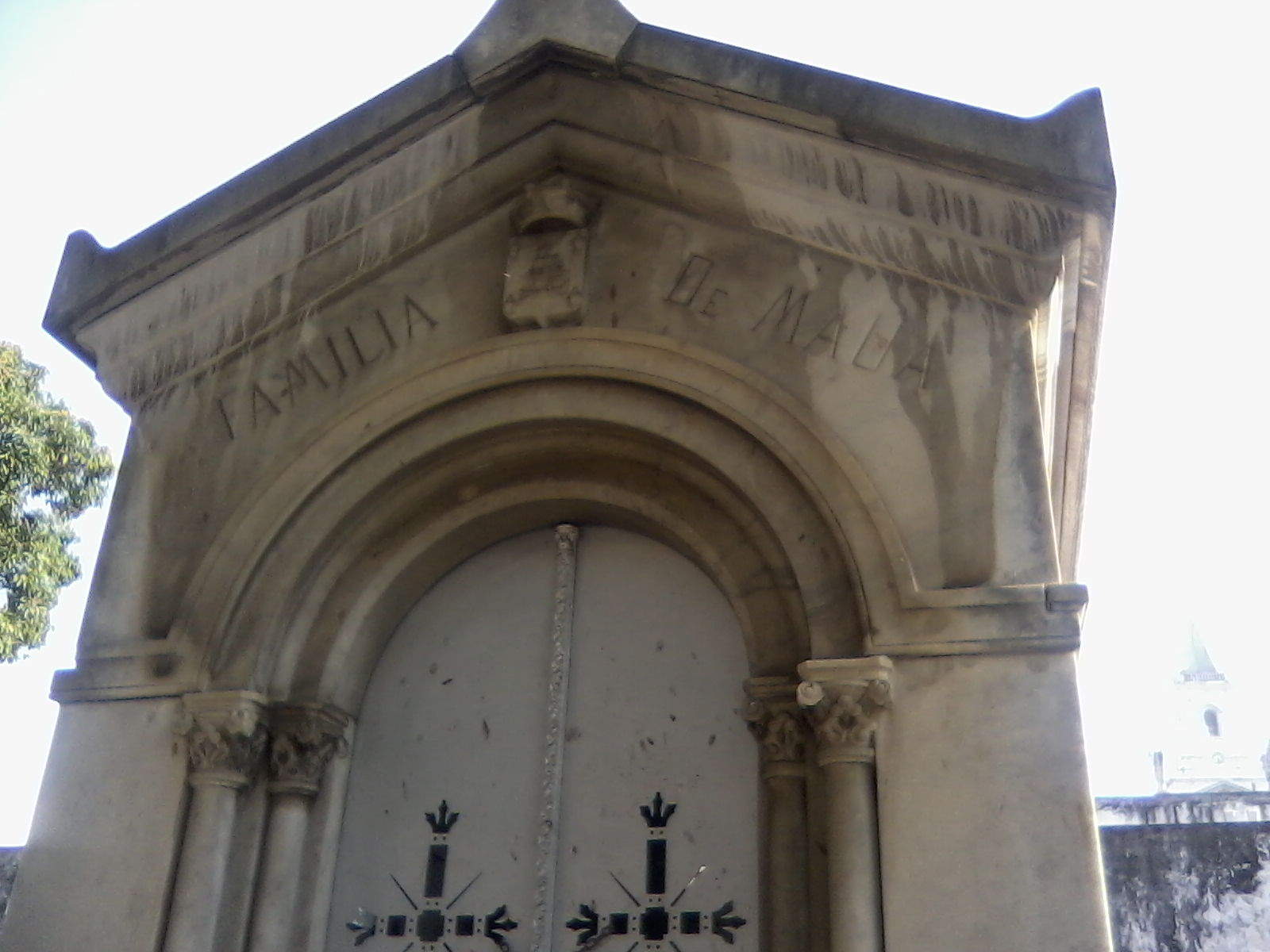
Mausoléu da família do Visconde de Mauá

## História
Até a primeira metade do século 19 o Brasil ainda mantinha o hábito medieval de se realizar sepultamentos no interior das igrejas. Os corpos eram acomodados em nichos das paredes e dos pisos dos templos, na maior parte das vezes mal vedados e incapazes de conter os gases resultantes do processo de putrefação dos cadáveres. Eram enterrados no solo apenas os indigentes, escravos e não católicos. Graças a isso, os interiores das igrejas estavam se tornando insalubres e espantando a frequência dos fiéis.
Para evitar este problema, as irmandades e ordens religiosas passaram a sepultar seus membros nos adros, o que motivou o Governo Imperial a decretar a proibição dos enterros no interior das igrejas. Tal medida já estava sendo cogitada há muitos anos, mas esbarrava na crendice da população e nos interesses das irmandades religiosas. Quando por fim houve condições para pôr fim a tal prática, foram estas mesmas irmandades que fundaram os primeiros cemitérios públicos do país.
O terreno onde seria construído o Cemitério de São Francisco de Paula foi adquirido pela Venerável Ordem Terceira dos Mínimos de São Francisco no dia 12 de maio de 1849, comprado de um certo Dionísio Orioste. O arquiteto José Maria Jacinto Rebelo foi o autor do projeto geral.
Seu primeiro sepultamento foi realizado no dia 20 de maio de 1850 e já no seu primeiro ano de funcionamento foram enterrados cerca de três mil corpos, a imensa maioria de vítimas da epidemia da febre amarela que então grassava na Corte, além de 323 irmãos da Congregação, como atestam os documentos da Ordem. Em seguida foram para lá transladados cerca de 450 restos mortais, na sua maior parte da nobreza brasileira que estavam sepultados na igreja de São Francisco de Paula.
O cemitério continuaria sendo o destino de boa parte da nobiliarquia brasileira por conta de sua localização privilegiada, próxima de Santa Teresa, Andaraí e Tijuca, bairros ocupados pela aristocracia carioca. O mais célebre enterro já ocorrido no Cemitério do Catumbi foi o do Duque de Caxias, em maio de 1880. Sua tumba permaneceria ali até 23 de agosto de 1949, quando seus restos foram exumados e trasladados para o Panteão de Caxias, na Avenida Presidente Vargas.
Após a Proclamação da República o cemitério continuaria servindo aos moradores das regiões próximas. A partir da década de 1950, com o processo de proletarização da Zona Norte e a favelização dos morros próximos, o cemitério acompanhou a decadência do bairro do Catumbi. Atualmente, diversas favelas cercam o campo santo, sendo comuns os episódios violentos ocorridos dentro do cemitério e a violação e depredação das sepulturas.

## Personalidades sepultadas

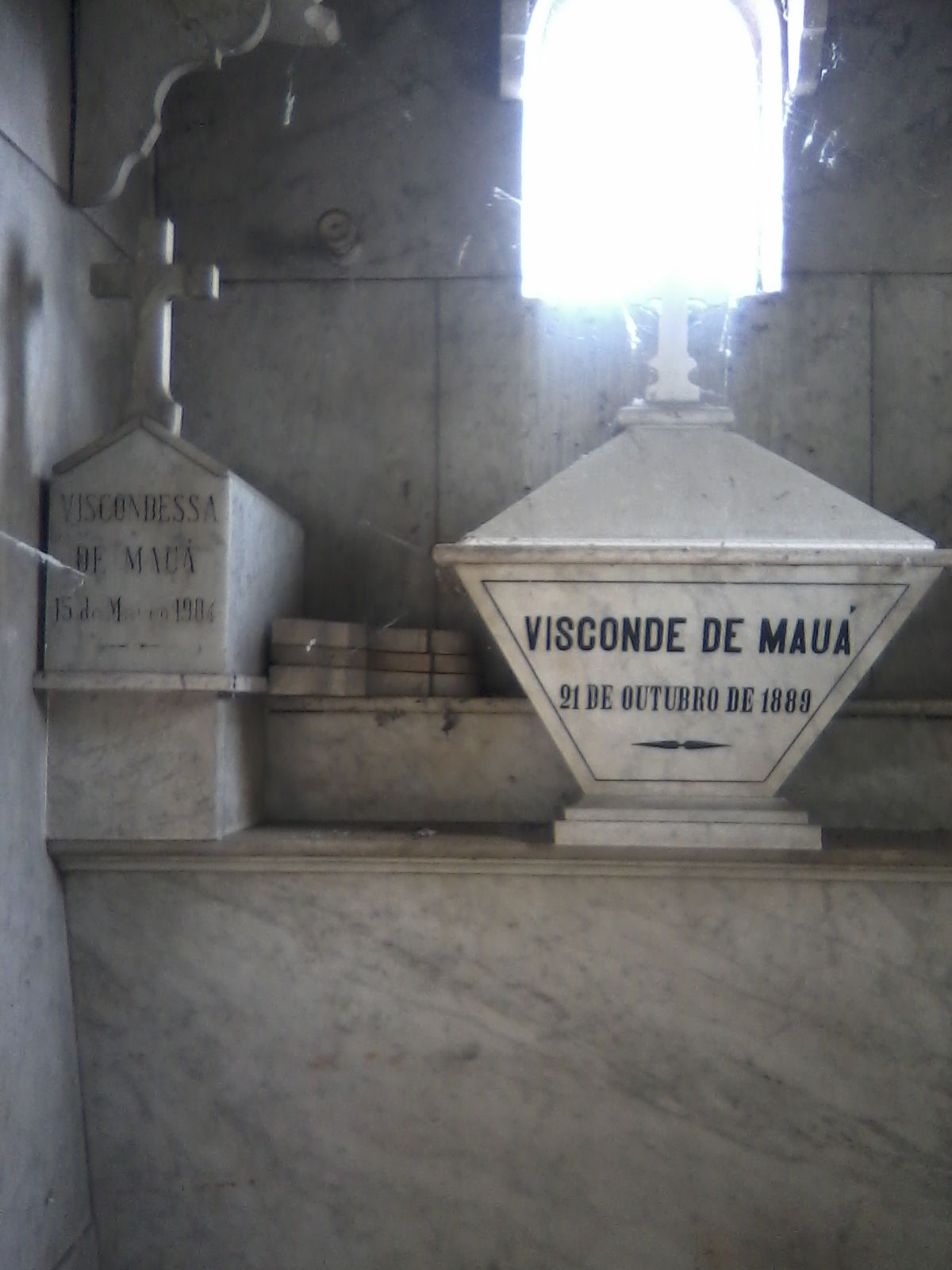
Túmulos de Visconde de Mauá e sua esposa a Viscondessa de Mauá.

- Visconde de Mauá [2]
- Chiquinha Gonzaga
- Francisco Manuel da Silva
- Ataulfo Alves
- Catulo da Paixão Cearense
- Ary Leite
- Visconde de Itamaraty
- Vavá
- Caíque Ferreira
- Luiz Melodia
- Mestre Mug
- Traficante Playboy
- Laíla